# Bożan
Bożan (bułg. Божан) – wieś w Bułgarii, w obwodzie Dobricz, w gminie Terweł. Według danych szacunkowych Ujednoliconego Systemu Ewidencji Ludności oraz Usług Administracyjnych dla Ludności, 15 grudnia 2018 roku miejscowość liczyła 617 mieszkańców.